# Osmunda (giardinaggio)
Osmunda è un termine che, in botanica, definisce quel materiale che si trova lungo i corsi d'acqua e nei terreni umidi e acidi composto dalle radici di alcuni tipi di felci, per lo più della grande felce Osmunda regalis. 
La preparazione di questo materiale viene eseguita facendo da prima essiccare le radici, che in seguito verranno tagliate a piccoli pezzetti; questi verranno poi amalgamati con del terreno di coltura allo scopo di favorire una buona aerazione e un buon drenaggio.
L'osmunda viene utilizzato soprattutto per la coltivazione delle orchidee. Ve ne è un tipo composto più grossolanamente che è specifico per orchidee con grosse radici (come ad esempio le specie del genere Cattleya ) e un tipo più raffinato che viene usato per orchidee a radici fini e delicate.
A causa del prelievo indiscriminato di pani di terreno nelle zone di maggiore diffusione della felce Osmunda regalis questa specie ha visto ridursi drasticamente il suo areale in Italia.